# Barão de Itararé
Apparício Fernando de Brinkerhoff Torelly, também conhecido por Apporelly e pelo falso título de nobreza de Barão de Itararé (Rio Grande, 29 de janeiro de 1895 — Rio de Janeiro, 27 de novembro de 1971), foi um jornalista, escritor e pioneiro no humorismo político brasileiro.

## Biografia
O nascimento de Apporelly é marcado por mistérios e disputas. Conta-se que teria nascido a bordo de uma diligência, no Uruguai, enquanto seus pais rumavam para uma fazenda da família materna. Admiradores do município de Rio Grande (Rio Grande do Sul), onde seus pais moravam, contestam esta versão. Entretanto, na matrícula de ensino escolar, Apporelly foi registrado como nascido no Uruguai, enquanto seu título de eleitor sustentava uma naturalidade gaúcha, mas sem discriminação de cidade.
Sua mãe, Maria Amélia, filha de um americano descendente de russos, teve morte trágica, suicidou-se quando tinha 18 anos e ele 18 meses; seu pai, filho de um italiano com uma gaúcha, enviou-o a um internato jesuíta em São Leopoldo (RS). Apparício Torelly iniciou-se no humorismo em 1908 no jornalzinho "Capim Seco", do colégio onde estudava, satirizando a disciplina dos padres jesuítas de São Leopoldo.
Em 1918, durante suas férias, sofre um AVC quando andava na fazenda de um tio. Abandona o curso de Medicina no quarto ano e começa a escrever. Publica sonetos e artigos em jornais e revistas, como a Revista Kodak, "A Máscara" e "Maneca".

### A Manha
Em 1925 entra para O Globo de Irineu Marinho. Com a morte de Irineu, Apporelly foi convidado por Mário Rodrigues (pai de Nelson Rodrigues) a ser colaborador do jornal A Manhã. Ainda em 1925, no mês de dezembro, Apparício Torelly estreava na primeira página com seus sonetos de humor que, geralmente, tinham como tema um político da época. Sua coluna humorística fez sucesso e também na primeira página, em 1926, começou a escrever a coluna "A Manhã tem mais…". Neste mesmo ano criou o semanário que viria a se tornar o maior e mais popular jornal de humor da história do Brasil. Bem ao seu estilo de paródias, o novo jornal da capital federal tinha o nome de A Manha, e usava a mesma tipologia do jornal em que Apparício trabalhava, sem o til, fazendo toda diferença, que era reforçada com a frase ladeando o título: "Quem não chora, não mama". Para estreia tão libertadora, Apporelly não perdeu a data de 13 de maio de 1926.  A Manha logo virou independente.

#### A batalha de Itararé
Durante a Revolução de 1930, quando Getúlio Vargas partiu de trem rumo à capital federal, então o Rio de Janeiro, propagou-se pela imprensa que haveria uma batalha sangrenta em Itararé. Isto foi vastamente divulgado na imprensa. Apporelly não ficou de fora desta tendência. Esta batalha ocorreria entre as tropas fiéis a Washington Luís e as da Aliança Liberal que, sob o comando de Getúlio Vargas, vinham do Rio Grande do Sul em direção ao Rio de Janeiro para tomar o poder. A cidade de Itararé fica na divisa de São Paulo com o Paraná, mas antes que houvesse a batalha "mais sangrenta da América do Sul", fizeram acordos. Uma junta governativa assumia o poder no Rio de Janeiro e não aconteceu nenhum conflito. O Barão de Itararé comentaria este fato mais tarde da seguinte maneira:
| “ | Fizeram acordos. O Bergamini pulou em cima da prefeitura do Rio, outro companheiro que nem revolucionário era ficou com os Correios e Telégrafos, outros patriotas menores foram exercer o seu patriotismo a tantos por mês em cargos de mando e desmando… e eu fiquei chupando o dedo. Foi então que resolvi conceder a mim mesmo uma carta de nobreza. Se eu fosse esperar que alguém me reconhecesse o mérito, não arranjava nada. Então passei a Barão de Itararé, em homenagem à batalha que não houve. | ” |

Na verdade, em outubro de 1930, Apparício se autodeclarara Duque nas páginas de A Manha:
| “ | O Brasil é muito grande para tão poucos duques. Nós temos o quê por aqui? O Duque Amorim, que é o duque dançarino, que dança muito bem mas não briga e o Duque de Caxias que briga muito bem, mas não dança. E agora eu, que brigo e danço conforme a música. | ” |

Mas como ele próprio anunciara semanas depois, "como prova de modéstia, passei a Barão."
Em 1934, fundou o Jornal do Povo. Nos dez dias em que durou, o jornal publicou em fascículos a história de João Cândido, um dos marinheiros da Revolta da Chibata, de 1910. Em represália, o barão foi sequestrado e espancado por oficiais da Marinha, até hoje nunca identificados. Depois desse episódio, voltou à redação do jornal e colocou uma placa na porta onde se lia: "Entre sem bater", mantendo o seu espírito humorístico.
O jornal A Manha circulou até fins de 1935, quando o Barão foi preso por ligações com o Partido Comunista Brasileiro, então clandestino. Foi libertado em dezembro de 1936, já ostentando a volumosa barba que cultivaria por boa parte de sua vida. Retomou o jornal por um curto período, até que viesse nova interrupção, ao longo de todo o Estado Novo e voltando em edições espasmódicas até 1959.

Barão de Itararé e Manuel Bandeira, 1966. Arquivo Nacional.

Unido a Bastos Tigre e Juó Bananére, conseguiu exprimir o hibridismo linguístico  com a utilização do soneto-piada, que consistia na contraposição rápida de dois contextos associativos.

### Política
Foi candidato em 1947 a vereador do então Distrito Federal, com o lema "Mais leite! Mais água! Mas menos água no leite!", sendo eleito com 3669 votos, o oitavo mais votado do PCB, que conquistou 18 das 50 cadeiras. Porém, em janeiro de 1948, seus vereadores foram cassados: "Um dia é da caça... os outros da cassação", anunciou A Manha.

Barão de Itararé em entrevista coletiva, sem data. Arquivo Nacional.

### Últimos anos
No final dos anos 1950, foi deixando o humor de lado e passou a se interessar pela ciência, e pelo esoterismo, estudou filosofia hermética, as pirâmides do Antigo Egito e a astrologia, campo no qual desenvolveu o "horóscopo biônico". Faleceu, dormindo, em seu apartamento no bairro carioca de Laranjeiras.
Foi opositor ferrenho de Getúlio Vargas, a quem conheceu nos tempos de colégio, em Porto Alegre, quando vivia na mesma pensão em que se hospedava Benjamin, irmão de Getúlio.

## Obras e representação na cultura
Em 1985, a Editora Record publica em livro, sob o título de Máximas e Mínimas do Barão de Itararé, uma seleção de textos de humor extraídos de A Manhã, em coletânea organizada por Afonso Félix de Sousa e com prefácio de Jorge Amado. No mesmo ano, Máximas e Mínimas alcançou rapidamente quatro edições.
Em 14 de agosto de 2011, o programa De lá pra cá, da TV Brasil relembrou a vida e a obra do Barão de Itararé.
Mais recentemente, seu espírito crítico influenciou a criação do Centro de Estudos da Mídia Alternativa "Barão de Itararé", que reúne diversos ativistas e movimentos sociais comprometidos com a democratização da mídia no Brasil.
Em 2014, o segundo episódio da série "Resistir é Preciso", exibida pela TV Brasil, teve como assunto a trajetória de Barão de Itararé.